# Antonești, Gorj
Cătunul Antonești este un cătun din satul Baniu, Comuna Borăscu, Județul Gorj, Oltenia, România.

## Istorie
Așezare mică, aflată în extremitatea sudică a fostei comune Raci, satul Antonești apare cel mai târziu în baza documentară (după Primul Război Mondial). În anul 1921, în tabelele de împroprietărire, locuitorii din acest sat apar înregistrați la satul Baniu. Amintit în Indicatorul de nume al satelor din 1926, cătunul Antonești a făcut parte permanent din aceleași comune din care a făcut parte și satul Baniu.
Așezarea s-a întemeiat la poalele Dealului Antoneștilor, locuitorii fiind, din vechime, clăcași pe moșiile boierești. Așezarea era mică, atât ca număr de locuințe, cât și ca număr de locuitori. Ca unitate teritorială distinctă, satul apare în anul 1930, cu ocazia recensământului general al populației. La recensământul din 1930 au fost înregistrate 68 de persoane, care locuiau în 16 gospodării. Tendința generală a fost de scădere a numărului de gospodării și, implicit, a numărului de persoane. La recensământul din 15 martie 1966, în cătunul Antonești existau nouă gospodării în care trăiau 21 de persoane.
După cum s-a mai precizat, satul s-a depopulat după 1960, în 1966 înregistrându-se doar nouă gospodării. Din anul 1968, satul Antonești a intrat, alături de satul Baniu, în componența comunei Borăscu.

## Geografie
Antonești este așezat pe dealul Antoneștilor pe direcția vest-est, la 500 m de șoseaua comunală. Până în anul 1968, satul se afla la granița cu comuna Borăscu (pe atunci Livada).

## Etimologie
Toponimicul reprezintă numele unui grup de persoane (Antoneștii). La începutul secolului al XX-lea, cei mai mulți dintre locuitorii cătunului purtau numele Antonie. În 1921, pe tabelele celor îndreptățiți să primească pământ, 40% purtau numele de Antonie (în tabelele de împroprietărire, apar Marin Antonie, Aurica Șt. Antonie și Simion Antonie).

## Economie
Cătunul s-a integrat economic satului Baniu, având largă deschidere, de asemenea, spre localitățile Borăscu, Ohaba-Jiu și Strehaia.
Din punct de vedere școlar, satul a fost legat cel mai mult timp de Ohaba-Jiu. După ce s-a înființat o scoală de sine stătătoare în Baniu, elevii din Antonești vor urma aici cursurile primare, iar cursurile claselor V - VII, la școala din satul Raci (unii dintre ei s-au îndreptat și spre Borăscu).